# Sent Daunís de Marjarida
Sent Daunís de Marjarida (en francès Saint-Denis-en-Margeride) és un municipi francès situat al departament del Losera i a la regió d'Occitània.